# محمد حسن فرح بخشيان
محمّد حسن فَرَح بَخشيان عرف ب« أشعث نيسابوري » کان شاعر فارسي إيراني . مادح أئمة اثنا عشر و له قصائد ثورية. بدأ تنشيد اشعار ثورية من مظاهرات 5 يونيو 1963 في إيران ، لهذا حبس 8 سنوات. توفي عام 2007 بأزمة قلبية في مستشفي بطهران.